# حزقيال كارلوس مونيوث ماركيز
حزقيال كارلوس مونيوث ماركيز (بالإسبانية: Juan Carlos Muñoz Márquez)‏ هو سياسي مكسيكي، ولد في 30 أبريل 1950 في ليون في المكسيك. حزبياً، نشط في حزب العمل الوطني. وقد انتخب عضو مجلس النواب المكسيك.